# Розенталь Микола Миколайович
Микола Миколайович Розенталь (5 жовтня 1892 — 7 листопада 1960) — історик релігії, античник, медієвіст.

## Біографія
М. М. Розенталь народився  5 жовтня 1892 року у Санкт.-Петербурзі в родині службовця.
Закінчив Тенішевське комерційне училище та у 1914 році  історико-філологічний факультет С.-Петербурзького університету. Продовжив навчання в аспірантурі у професора Івана Гревса.
У 1914 - 1917 роках входив до партії кадетів, від якої обирався гласним Думи одного з районів Петрограду.
У 1922 році захистив магістерську дисертацію "Юліан Відступник". У 1924  році  був затверджений Народним комісаріатом  освіти у вченому званні професора кафедри  всесвітньої історії університету. З 1927 року був  доцентом, а з 1930 року — професором на кафедрі «Історія Заходу». Згодом викладав у Ленінградському інституті  філософії, лінгвістики та історії.
До 1925 року працював викладачем у середніх школах, потім комвузах і вузах Ленінграду.  З 1925 працював за сумісництвом в  педагогічному інституті ім. О. І. Герцена.
В 1932-1933 навчальному  році  за розпорядженням  Наркомпросу РРФСР працював  професором у Новгородському державному учительському інституті. В 1934 році брав участь у створенні наукової бібліотеки Курського державного університету.
В 1934 році отримав звання «майстер-педагог» і Почесну грамоту на Всесоюзних змаганнях вищих шкіл.
Після відновлення  історичного факультету Ленінградського університету був призначений завідувачем кафедри історії середніх віків, однак вже через півроку звільнений через арешти органами НКВС викладачів, зокрема, декана Г. Зайделя.
В березні 1935 разом із родиною засланий на 5 років до Казахстану, спочатку в м. Іргіз, а через чотири місяці переведений до м. Алма-Ати. Там, на посаді професора, викладав  у Казахському державному педагогічному інституті ім. Абая та вчительському інституті м. Алма-Ати.
В лютому 1936 особливою нарадою при НКВС звільнений із заслання з позбавленням права проживання в Москві, Ленінграді і Києві.
Одеський період
Переїхав до Одеси. У 1936 –1954 роках  був  професором  історичних факультетів Одеського державного університету  та  Одеського педагогічного інституту.  З вересня 1936 завідував кафедрою історії середніх віків.  Після періоду «Великого терору» 1937–1938 років був відсторонений від завідування кафедрою, зазнав переслідувань, на кілька місяців позбавлений права викладати. У роки нацистської  окупації Одеси  перебував в евакуації у Байрам-Алі (Туркменська РСР).
Після повернення читав курси лекцій на історичному, юридичному, філологічному факультетах університету, керував підготовкою аспірантів. Володів багатьма іноземними мовами.
У 1945 році захистив у Московському університеті дисертацію "Соціальні засади язичницької реакції імператора Юліана" і здобув науковий ступінь доктора історичних наук.
В 1951–1954 викладав курс естетики студентам Одеської консерваторії ім. А. В. Нежданової, пропагував наукові знання, читав лекції  вчителям, працівникам мистецтва, військовим.
Наприкінці 1940-х — початку 1950-х років  зазнав переслідувань під час кампанії боротьби з «космополітизмом». У квітні 1949 за написання театральних і літературних рецензій був усунений із посади завідувача кафедри і викладача.
Після виходу на пенсію залишив Одесу.
Московський період
З 1954 року  мешкав у  Москві, продовжував наукові дослідження, викладав спецкурс у обласному педагогічному інституті ім. Н. К. Крупської.
Помер  7 листопада 1960 року.

## Науковий доробок
В науці відомий як оригінальний дослідник проблем античності і середньовіччя.
В другій половині 1930-х років  розробляв тему «Розвиток класових протиріч у франкському суспільстві V–VIII ст.». Опублікував кілька статей з історії Римської імперії в останній період її існування.
Визнаний лектор, знавець історії культури середньовіччя та Ренесансу, зокрема творчості  У. Шекспіра, історії християнства. Автор низки спецкурсів по цих темах. Досліджував діяльність імператора Юліана та пов'язані з цим соціальні та релігійних питання.
Автор багатьох праць з історії християнства, середніх віків і початку нового часу, багато з яких і зараз не втратили наукової актуальності.
Низка праць вченого, зокрема, монографії «Історія Англії у висвітленні У.Шекспіра», «Ян Гус і  гуситство» та інші так і не були видані.

#### Праці
- Юлиан Отступник. Трагедия религиозной личности. — Пг., 1923;
- Западно-европейское средневековье. Ч. 1. Раннее средневековье. — Л., 1924;
- Западно-европейское средневековье. Ч. 2. Позднее средневековье. — Л., 1925;
- Томас Мюнцер. — М.-Л., 1925; Исторический путь Запада: Ист.-беллетрист. сб. — Л., 1926;
- Рождение современной Европы: Ист.-беллетрист. сб. — Л., 1926;
- История Европы в эпоху торгового капитализма. - Л.: Прибой, 1927. - 224 с.
- Монархия и феодализм во Франции после смерти Ришелье. (К вопросу об отмене политического завещания Людовика ХІІІ) // Ученые записки РАНИОНа. — М., 1928. — Т. 6;
- Маркс и буржуазная историческая наука о западноевропейском обществе в период феодализма // Известия Государственной академии истории материальной культуры. — М.-Л., 1934. — Вып. 84;
- Социальные основы языческой реакции императора Юлиана. — Автореф. докт. дисс. // Изв. АН СССР. Сер. истории и философии. — 1945. — Вып. 5;
- Социально-политические воззрения языческой интеллигенции поздней Римской империи // Сб. научн. раб. ист. ф-та Одесского гос. ун-та. — Т. II. — Одесса, 1947;
- Римская империя и христианская церковь после Константина/ Н. Н. Розенталь.// Наукові записки Одеського державного педагогічного інституту ім. К. Д. Ушинського. - Т. VIII. - Одеса, 1947. - С. 107 - 144.
- Из истории православия, католицизма и протестантизма. — М., 1957;
- Материал и методические указания к лекции на тему «Основные направления в христианской религии». — М., 1957;
- Жанна д'Арк. Народная героиня Франции. — М., 1958;
- Христианство, его происхождение и сущность. — М., 1960;
- Религиозно-политическая идеология Зосима // Древний мир. Сборник статей в честь акад. В. В. Струве. — М., 1962.